# Dampremy

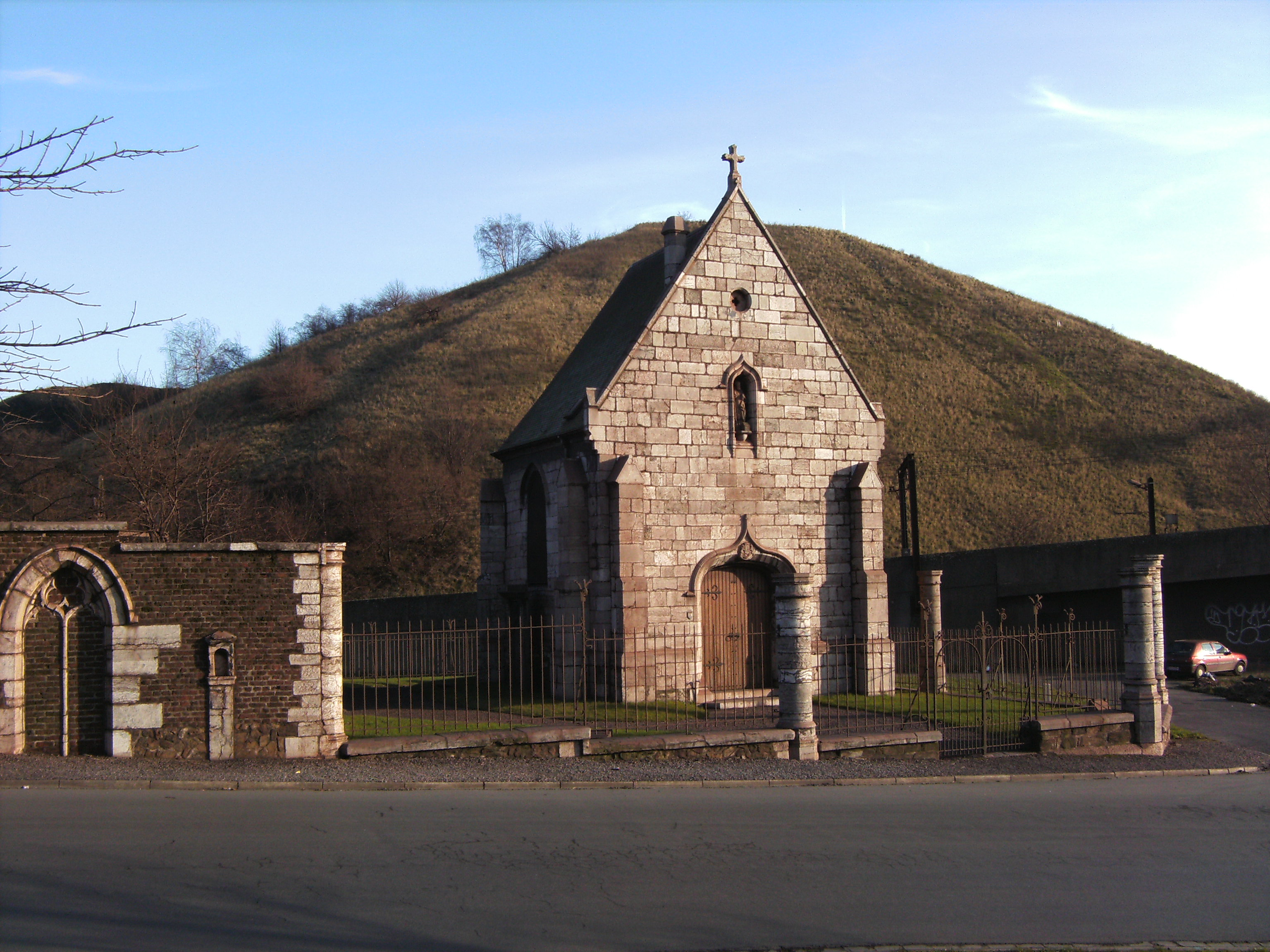
A Saint Ghislain szentély

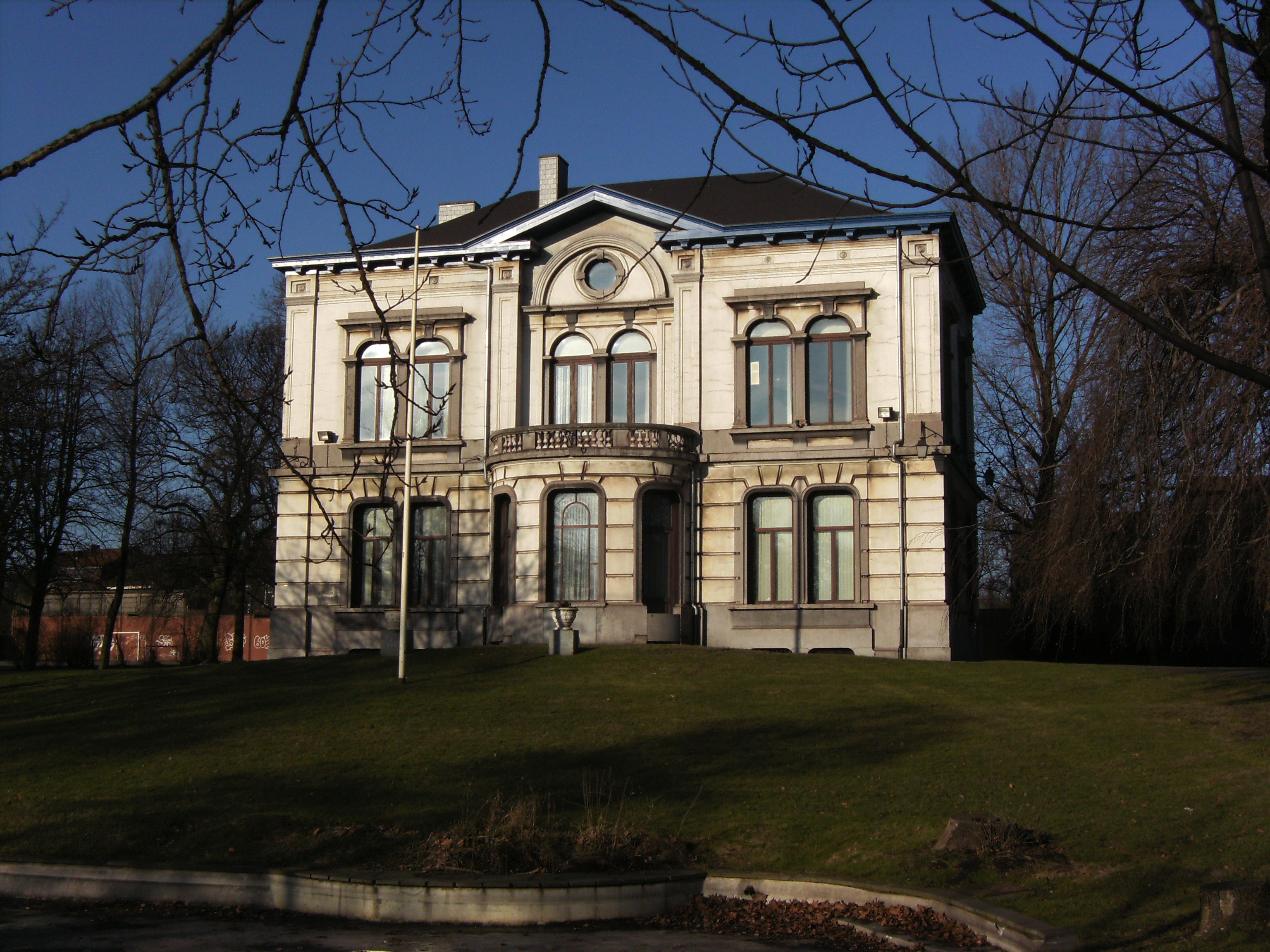
A régi városháza épülete

Dampremy település a belgiumi Hainaut tartományban található Charleroi város része. A települést, amelynek területe 2,77 km² és lakossága kb. 8500 fő, 1977-ben vonták össze a közeli nagyvárossal.